# Jonas Windscheid
Jonas Windscheid (* 23. April 1982 in Düsseldorf) ist ein deutscher Jazzmusiker (Gitarre, Komposition) und Tontechniker.

## Werdegang
Windscheid spielte in der musikalischen Früherziehung Klavier, um sich dann der Klarinette zuzuwenden. Mit 14 Jahren entdeckte er die Gitarre für sich. 
Nach dem Abitur am Erasmus-Gymnasium Grevenbroich erhielt er Unterricht bei Philipp van Endert, bevor er im ArtEZ Conservatorium in Arnhem, an der Folkwang Universität der Künste in Essen sowie weiter an der Musik-Akademie der Stadt Basel bei Wolfgang Muthspiel Jazzgitarre studierte.
2008 wurde ein Konzert von Windscheid und seinem Quintett in der Philharmonie Essen vom WDR aufgenommen und gesendet. Mit seinem 2009 in Basel gegründeten Jazzquintett Paintbox legte er die CD Ven vor. Weiterhin gehört er zur Schweizer Gruppe Klangquadrat.
Windscheid gibt zudem Gitarrenunterricht.

## Diskographische Hinweise
- Klangquadrat: Roaming (Unit Records 2010, mit Cédric Gschwind, Marco Nenniger, Daniel Mudrack)
- Klangquadrat: What’s The Catch? (Unit Records 2013, mit Cédric Gschwind, Marco Nenniger, Daniel Mudrack)[3]
- Paintbox: Ven (Double Moon Records / Jazz thing next Generation 2015, mit Andreas Böhlen, Hans Feigenwinter, Roberto Koch, Silvio Morger)
- Jonas Windscheid’s Paintbox: Alto (Mons Records 2021, mit Martin Gasser, Hans Feigenwinter, Jakob Kühnemann, Oliver Rehmann)[4]